# Arenzana de Arriba
Arenzana de Arriba es un municipio de la comunidad autónoma de La Rioja (España).

## Geografía humana

### Demografía
Cuenta con una población de 35 habitantes (INE 2024).
| Gráfica de evolución demográfica de Arenzana de Arriba entre 1842 y 2021 |
| |
| Población de derecho según los censos de población del INE Población de hecho según los censos de población del INEEntre el censo de 1910 y el anterior, este municipio desaparece porque se integra en el municipio 26157 (Tricio) Entre el censo de 1920 y el anterior, aparece este municipio porque se segrega del municipio 26157 (Tricio) |

## Administración
| Periodo   | Nombre                            | Partido |
| --------- | --------------------------------- | ------- |
| 1979-1983 | Abel García Melón                 | UCD     |
| 1983-1987 | Abel García Melón                 | PSOE    |
| 1987-1991 | Miguel Ángel Pérez Domínguez      | PSOE    |
| 1991-1995 | Eleuterio Jesús Armiñanzas García | PP      |
| 1995-1999 | Francisco Prado Melón             | PSOE    |
| 1999-2003 | Pedro Ramiro Mateo Nieto          | PSOE    |
| 2003-2007 | Jesús Armiñanzas Sáenz            | PP      |
| 2007-2011 | Jesús Armiñanzas Sáenz            | PP      |
| 2011-2015 | Jesús Armiñanzas Sáenz            | PP      |
| 2015-2019 | Jesús Armiñanzas Sáenz            | PP      |
| 2019-2023 | Jesús Armiñanzas Sáenz            | PP      |

## Galería de imágenes

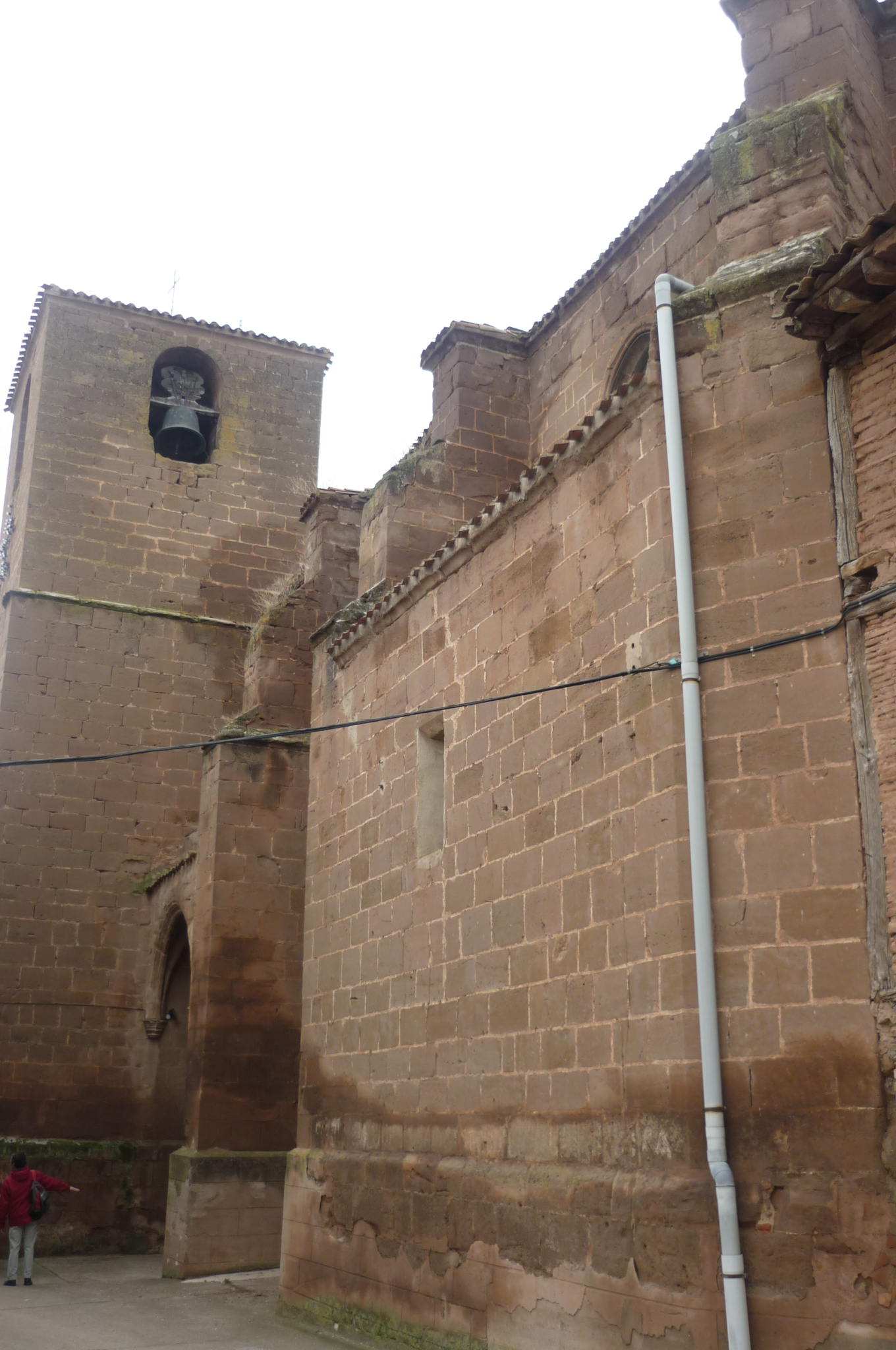
Iglesia parroquial.
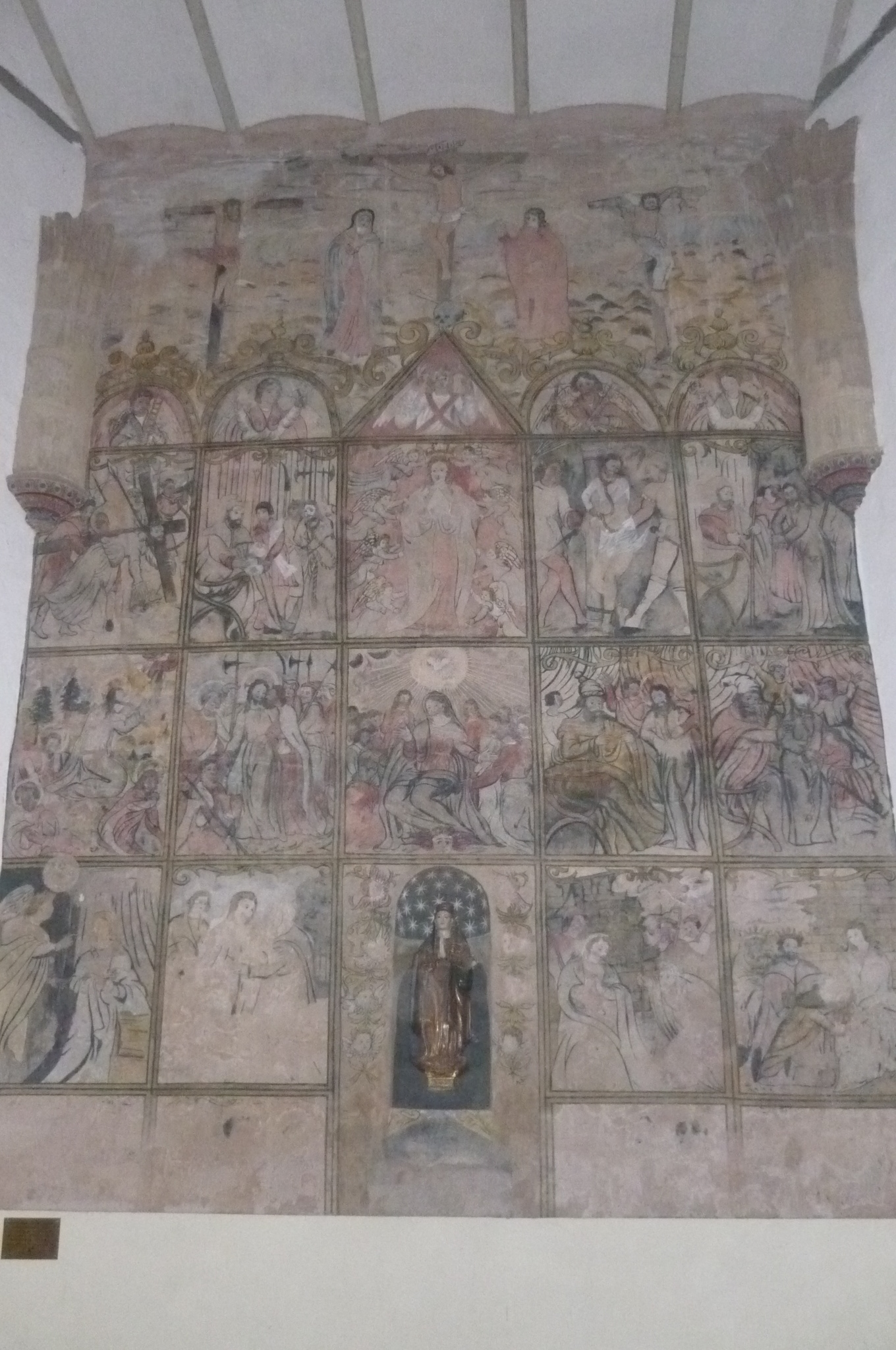
Retablo pintado.
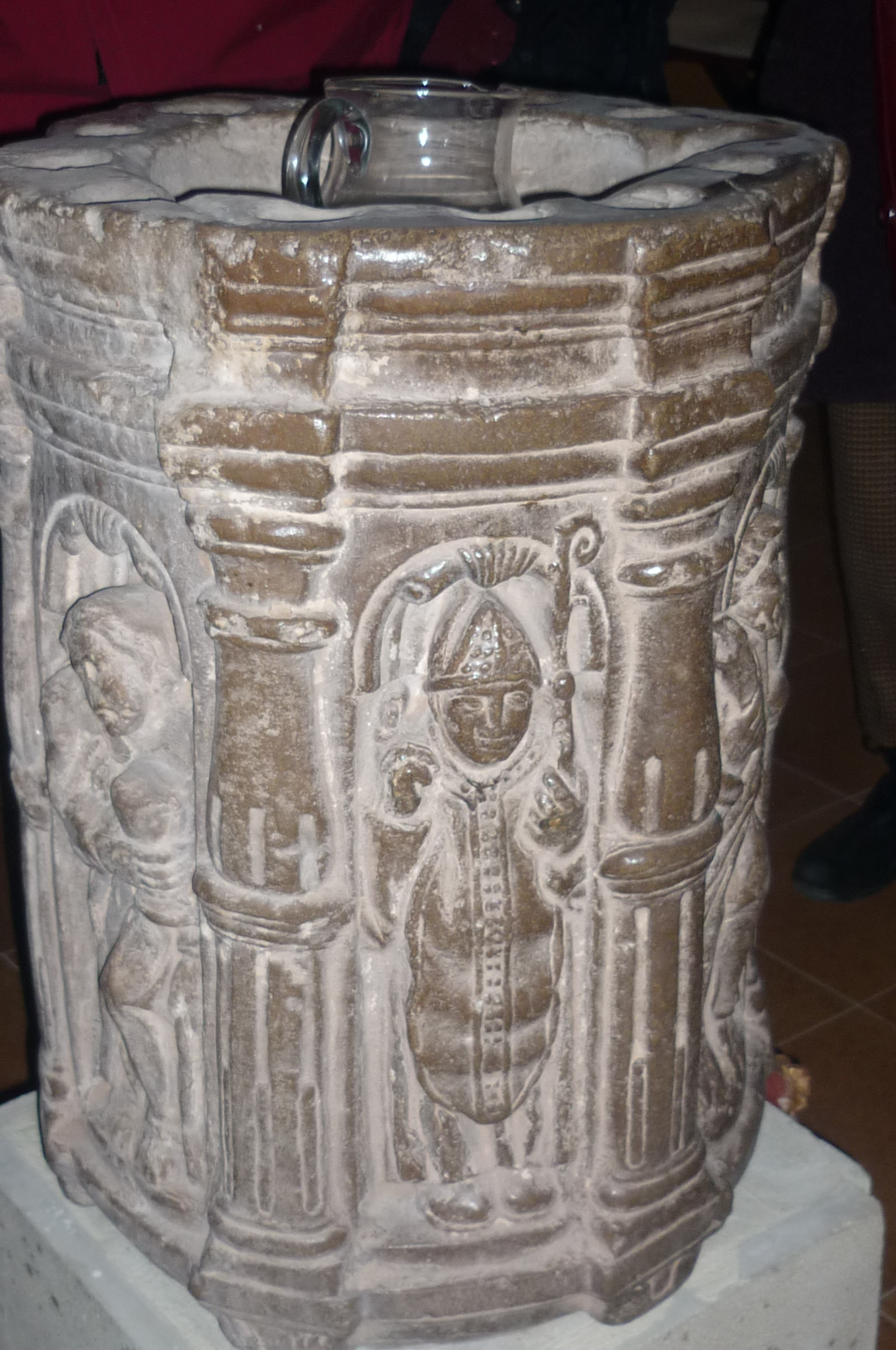
Pila bautismal.